# The Dakotas (Fernsehserie)
The Dakotas ist eine US-amerikanische Westernserie, die 1963 produziert wurde.

## Handlung
Im Mittelpunkt der Handlung stehen die Abenteuer des United States Marshal Frank Ragan und seinen Deputies J.D. Smith, Del Stark und Vance Porter im Dakota-Territorium in der Zeit des Gilded Age. Zu viert stellen sie sich gegen Outlaws. Der ehemalige Revolverheld J.D. Smith wurde in der Pilotfolge angeheuert, den Marshal zu töten. Er stellt sich dann jedoch auf dessen Seite und wird sein Deputy. In einer späteren Folge kommt er in einen Gewissenskonflikt, als ihn die Mitglieder seiner ehemaligen Gang aufsuchen, und er sich ihnen anschließen soll.

## Hintergrund
The Dakotas war ein Spin-off von Cheyenne. Die Serie wurde nach der Ausstrahlung der 19. Episode abgesetzt, nachdem es zu heftigen Zuschauerprotesten gekommen war. In der Episode war es zu einer Schießerei in einer Kirche gekommen, bei der ein Priester verletzt wurde. Die letzte, bereits abgedrehte Folge wurde daraufhin nicht mehr ausgestrahlt.
Als Gaststars traten unter anderem Lee Van Cleef, Dennis Hopper, Victor French, Richard Jaeckel, Strother Martin, DeForest Kelley und Telly Savalas auf.